# 56. п. н. е.

## Догађаји
- У зиму 56-55. пне. Тенктери су прешли Рајну, али их је код Нимвегена Цезар скоро потпуно уништио
- Британци су послали помоћ галском племену Венета, који се побунио против римске власти
- краљ Јерменије Артавасд II (ум. 31). Син Тиграна II.

## Умрли
- Луције Лициније Лукул Понтијски